# Ingolf Brökel
Ingolf Brökel (* 22. Juli 1950 in Sauo bei Senftenberg) ist ein deutscher Physiker und Lyriker.

## Leben und Wirken
Nach dem Studium der Physik an der Humboldt-Universität zu Berlin arbeitete Brökel vorwiegend im Bereich der Forschung und der Lehre. Von 1990 bis 2018 lehrte er Physik an einer Berliner Hochschule.
Anfang der 1980er Jahre beginnt Brökel, in Literaturzeitschriften (u. a. ndl, temperamente) Gedichte zu veröffentlichen. Nach zehnjähriger Pause setzt er das Schreiben fort, auch Miniaturen, Essays, szenische Lesungen und Übertragungen (Nicanor Parra). 2008 erschien sein erster Gedichtband ‒ : „Die Zeichen der Zeit hat er seit 1979 auf den Punkt gebracht. Konsequent pointiert, sarkastisch und knapp wie der Titel eben ist der Stil“. Brökel lebt in Berlin.

## Werke

### Bücher
- eben, Gedichte, Galrev, Berlin 2008, ISBN 978-3-933149-41-1.
- also, Gedichte, Galrev, Berlin 2009, ISBN 978-3-933149-42-8.
- anna lust, erotische Gedichte (Zeichnungen von Günter Kunert), Dahlemer Verlags-Anstalt, Berlin 2011, ISBN 978-3-928832-36-6.
- deutsch,  Gedichte (Fotos von Ulrike Ertel), Galrev, Berlin 2011, ISBN 978-3-933149-43-5.
- im abraum, Gedichte, Dahlemer Verlags-Anstalt, Berlin 2012, ISBN 978-3-928832-40-3.
- 7 + 7, Gedichte und Holzschnitte (Bernd Winkler), Edition Kohlenpresse, Senftenberg 2012, DNB 1023614693.
- minimals, Gedichte, Sprüche, Haikus (Hrsg.: Catharine J. Nicely, Zeichnungen: Wolfgang Nieblich), PalmArtPress, Berlin 2014, ISBN 978-3-941524-37-8.
- den nachfahren, Gedichte, Dahlemer Verlags-Anstalt, Berlin 2014, ISBN 978-3-928832-45-8.
- Poesiealbum 313: Ingolf Brökel, Lyrikauswahl: Dorothea von Törne, Grafik von Jürgen Durner. Märkischer Verlag Wilhelmshorst 2014, ISBN 978-3-943708-13-4
- zündplättchen oder nach 49 (Fotografien: Ingolf Brökel), Kindheitspoem, PalmArtPress, Berlin 2016, ISBN 978-3-941524-74-3
- im b.raum, Gedichte, PalmArtPress, Berlin 2017, ISBN 978-3-941524-82-8
- Hannah Habil oder 137 Ansätze, Miniaturen, PalmArtPress, Berlin 2019, ISBN 978-3-96258-025-4
- Der Dichtungsring in der Physik, Vorlesung, Edition Lyrikhaus, Nr. 3,  Joachimsthal 2019, DNB 1187982539
- friedenserhaltungssatz, Gedichte, PalmArtPress, Berlin 2020, ISBN 978-3-96258-058-2
- Hannah Habil II oder Am Limes, Miniaturen, PalmArtPress, Berlin 2021, ISBN  978-3-96258-089-6
- Existenzminimum, Gedichte, PalmArtPress, Berlin 2022, ISBN 978-3-96258-119-0
- ANNA und HANNAH, Erotisches Schulheft, Miniaturen, Aphorismen, Gedichte (Vexierbilder und Buchschmuck Hannelore Teutsch), Moloko Print, Schönebeck 2022, ISBN 978-3-948750-77-0
- ZEITENWUNDE, Kleine Friedensfibel, Gedichte, PalmArtPress, Berlin 2023, ISBN 978-3-96258-158-9
- Mein Physikalismus, Miniaturen, Moloko Print, Schönebeck 2023, ISBN 978-3-948750-96-1
- Kleine Fühlosophie oder Hannah Habil III, Aphoristisches, PalmArtPress, Berlin 2024, ISBN 978-3-96258-190-9

### Hörbücher
- Klima, Berlin 1998
- Täve im Pathologischen Institut (mit Erhard Ertel). Berlin 2002
- Im Abraum  (mit Herr Blum / Julia Dimitroff / Doris Streibl). Berlin 2012
- Poesiealbum 313 (mit Doris Streibl, Roland Satterwhite), Berlin 2014
- Poesie in SFB, Berlin 2015
- ZEITENWUNDE (mit Thomas Wagner), Schönebeck 2023

### Anthologien (Auswahl)
- Poesiealbum Sonderheft Günter Kunert 85 (Herausgegeben von Michael Augustin, Grafik von Hans Wap), Märkischer Verlag, Wilhelmshorst 2014, ISBN 978-3-931329-50-1
- Poesiealbum Sonderheft Wolfgang Hilbig 75 (Herausgegeben  von Volker Hanisch), Märkischer Verlag, Wilhelmshorst 2016, GTIN 978 3 931329 54 9

### Herausgaben und Übertragungen
- Nicanor Parra, Parra Poesie (Auswahl und Übertragung Ingolf Brökel, Fotografien Ulrike Ertel, Nachwort Nils Bernstein), PalmArtPress, Berlin 2016, ISBN 978-3-941524-78-1
- Poesiealbum 362 Nicanor Parra, Märkischer Verlag Wilhelmshorst, Wilhelmshorst 2021, GTIN 978 3 943 708 62 2